# Giovanni Raboni
Œuvres principales
- Dans la maison de Vetra (1966)
- Cadences de tromperie (1975)
- Dans le rêve grave (1982)
- Chaque troisième pensée (1993)
- Quare tristis (1998)

Giovanni Raboni (Milan, 22 janvier 1932 - Fontanellato, 16 septembre 2004) est un poète, dramaturge, écrivain, critique littéraire, traducteur et journaliste italien.

## Biographie
Giovanni Raboni est le second fils de Giuseppe, commis à la commune de Milan et de Matilde Sommariva.

En octobre 1942, après les premiers bombardements de Milan, la famille déménage à Sant'Ambrogio Olona, près de Varèse où Raboni termine son école primaire. Son père appréciant les classiques français et russes lui fait lire Proust, Dickens et Dostoïevski et quand son cousin Giandomenico Guarino, bien informé sur la littérature contemporaine et la poésie trouve refuge à Sant'Ambrogio après l'armistice du 8 septembre 1943, Raboni découvre les œuvres de Piovene, Buzzati, Ungaretti, Quasimodo, Betocchi, Cardarelli et Montale duquel il dit : 

« Je sais que je dois beaucoup à Montale, je me rends compte à sa relecture que même si je ne l'aimais pas autant que Eliot et Sereni qu'il m'a beaucoup touché [...] en particulier son expression des limites, du fait que nous ne pouvons pas trop exiger de la poésie du XXe siècle d'être une source de vérité. »

— G. Fantato e L. Cannillo, in La biblioteca delle voci, Joket, Novi Ligure, 2006
Après avoir terminé ses études de droit, il est avocat pendant quelques années, mais à la fin des années 1950 il se sentit plus attiré par la littérature et la poésie.
À Milan il rencontre Vittorio Sereni, Antonio Porta, Giovanni Testori, Giorgio Strehler et commence à travailler pour des périodiques et des journaux : il est invité au comité de rédaction de la revue éditée par Enzo Paci (« Aut aut »), puis il travaille pour Piergiorgio Bellocchio (« Quaderni Piacentini »), Roberto Longhi (« Paragone ») et surtout pour le Corriere della Sera durant plusieurs années. Il est alors associé au courant littéraire dit de la « Génération des années trente » et à la « Ligne lombarde ».
Raboni est aussi reconnu à la fois en tant que critique littéraire et traducteur d'œuvres classiques. Il a notamment traduit en italien des œuvres de Gustave Flaubert, Victor Hugo, Guillaume Apollinaire, « Les Fleurs du mal » de Charles Baudelaire et des auteurs moins connus (Vegliante) pour la maison d'édition Einaudi ; Jean Racine et Marcel Proust (« À la recherche du temps perdu ») pour l'éditeur Mondadori dans la collection « I Meridiani ».
En 1961, il publie deux recueils de poèmes courts, « Il Catalogo è questo » et « L'insalubrità dell'aria », suivis par « La Maison de la Vetra (Le case della Vetra) » en 1966, « Cadences de tromperies (Cadenza d'inganno) » en 1975, « Dans le rêve grave (Nel grave sogno) » en 1982 et en 1988 par une anthologie « À prix de sang (A tanto caro sangue) » .
En 1970, il commence l'édition de la collection de recueils « I Quaderni della Fenice » pour la maison d'édition Guanda. Milan (en particulier le souvenir de la vieille ville, avant la récente modernisation) se trouve au cœur de ses préoccupations.
En juin 1971, Giovanni Raboni est l'un des 800 intellectuels qui ont signé, dans le magazine L'Espresso, un manifeste contre Luigi Calabresi, un policier faussement soupçonné d'avoir tué l'anarchiste Giuseppe Pinelli. En octobre, il signe une auto-dénonciation, pour exprimer sa solidarité envers les journalistes du journal Lotta Continua et pour la défense de leurs fortes positions anti-gouvernementales,.
Parmi ses essais de critique littéraire citons « Poésie des années 1960 (Poesia degli anni Sessanta)» publié en 1968. Il est  par ailleurs auteur de récits : « Quaderno prosa » en 1981 et un recueil de proses « La fossa di Cherubino »(1980).
Giovanni Raboni était aussi intéressé par le théâtre. Il fait un temps partie du comité de direction du Piccolo Teatro di Milano et écrit plusieurs pièces de théâtre dont « Alceste ou la récitation de l'exil (Alcesti ou la recita dell'esilio) » et « Représentation de la Croix (Rappresentazione della Croce) » (2000).
Son activité en tant que poète continue avec « Canzonette mortali » (1987), « Vers guerriers et amoureux (Versi guerrieri e amorosi) » (1990), « Chaque troisième pensée (Ogni terzo pensiero) »(1993) - recueil pour lequel il remporte le prix Viareggio pour la poésie, « Pourquoi cette tristesse (Quare tristis) » (1998), et « Barlumi di Storia » (2002). Ce dernier livre mêle prose et poésie, avec un travail sur le rythme libéré (Vegliante) qui n'enlève rien à sa parfaite maîtrise des formes fixes (en particulier celle du sonnet).
Giovanni Raboni est mort à Parme le 16 septembre 2004 victime d'une crise cardiaque.
Son épouse, la poétesse Patrizia Valduga a écrit la préface de son dernier recueil de poésie « Ultimi versi », publié à titre posthume en 2006.

## Œuvres

### Poésie
- Il catalogo è questo: quindici poesie, Lampugnani Nigri, notes de Carlo Bertocchi, Milan, 1961.
- L'insalubrità dell'aria, All'insegna del pesce d'oro, Vanni Scheiwiller, Milan, 1963.
- Le case della Vetra, Mondadori, Milan, 1966.
- Gesta romanorum: 20 poesie, Lampugnani Nigri, Milan, 1967.
- Economia della paura, All'insegna del pesce d'oro, Vanni Scheiwiller, Milan, 1971
- Cadenza d'inganno, Mondadori, Milan, 1975.
- II più freddo anno di grazia, San Marco dei Giustiniani, Gênes, 1978
- Nel grave sogno, Mondadori, Milan, 1982.
- Raboni, Manzoni, Il ventaglio, Milan, 1985.
- Canzonette mortali, éditeur Crocetti, Milan, 1987.
- A tanto caro sangue: Poesie 1953-1987, Mondadori, Milan, 1988.
- Transeuropa, Mondadori, Milan, 1988.
- Versi guerrieri e amorosi, Einaudi, Turin, 1990.
- Un gatto più un gatto, illustrations de Nicoletta Costa, Mondadori, 1991.
- Ogni terzo pensiero, Mondadori, Milan, 1993. Prix Viareggio
- Devozioni perverse, Rizzoli, Milan, 1994.
- Nel libro della mente, avec 7 gravures de Attilio Steffanoni, All'insegna del pesce d'oro, Vanni Scheiwiller, 1997.
- Quare tristis, Mondadori, Milan, 1998.
- Tutte le poesie (1951-1998), Garzanti, Milan, 2000.
- Barlumi di storia, Mondadori, 2002.
- Ultimi versi, préface de Patrizia Valduga, posthume, Garzanti, 2006.

### Théâtre
- Rappresentazione della croce, Garzanti, 2000 (théâtre) - tr. choix par J.-Ch. Vegliante.
- Alcesti o la recita dell'esilio, Garzanti, 2002 (théâtre).

### Essais
- Poesia degli anni sessanta, Editori Riuniti, Rome, 1976.
- Poesia italiana contemporanea, Sansoni, Florence, 1980.
- Quaderno in prosa, Lampugnani Nigri, Milan, 1981.
- Baj. Idraulica avec Gillo Dorfles, Skira, Edizioni d'arte, Milan, 2003.
- La poesia che si fa. Critica e storia del Novecento poetico italiano 1959-2004, Garzanti, Milan, 2005

### Prose
- La fossa di Cherubino, éditions Guanda, Milan, 1980.

### Œuvres traduites en français
Il a été traduit en français par Philippe Jaccottet, Bernard Simeone, Jean-Charles Vegliante.
- À prix de sang : poèmes 1953-1987, [« A tanto caro sangue »], trad. de Bernard Simeone, Paris, Éditions Gallimard, coll. « Du monde entier », 2005, 162 p.  (ISBN 2-07-076599-7)
- Au livre de l'esprit, [« Nel libro della mente »], trad. de Philippe Jaccottet, Chêne-Bourg, Suisse, Éditions La Dogana, coll. « Poésie », 2005, 41 p.  (ISBN 2-940055-18-1)
- Représentation de la croix, trad. de Jean-Charles Vegliante, préf. de Jean-Pierre Lemaire, Paris, Le bruit du temps, 2021  (ISBN 9782358731690)

## Prix
- Prix Viareggio (1993)

## Sources
- (it) Cet article est partiellement ou en totalité issu de l’article de Wikipédia en italien intitulé « Giovanni Raboni » (voir la liste des auteurs).